# Colette Reynaud
Colette Reynaud (* 13. Dezember 1872 in Saint-Jean-en-Royans; † 23. April 1965 in Commercy) war eine französische Journalistin mit sozialistischer und pazifistischer Anschauung. Sie war Mitbegründerin und Direktorin der Zeitung La Voix des femmes.

## Leben
Colette Reynaud gründete am 31. Oktober 1917 zusammen mit Louise Bodin die Zeitung La Voix des femmes, um das Frauenwahlrecht zu fördern. Sie leitete die Zeitung, während Bodin Chefredakteurin war. Die Zeitung zog Persönlichkeiten wie Séverine, Madeleine Pelletier, Hélène Brion, Henri Barbusse und Marcel Cachin an. Sie wurde mitten im Ersten Weltkrieg herausgegeben, als das Umfeld von Repressionen geprägt war, wie es die Verhaftung der Lehrerin Hélène Brion im November 1917 symbolisierte, die der defätistischen Propaganda beschuldigt wurde. Ab dem 1. Dezember 1922 versuchte Reynaud, ihre Zeitung täglich erscheinen zu lassen, nun mit Noëlie Drous als Chefredakteurin, gab diesen neuen Erscheinungsrhythmus aber bald wieder auf. Die Zeitung erschien noch bis 1937.
1930 zählte Marguerite Durand Reynaud zu den „bemerkenswerten Profis“ im Frauenjournalismus ihrer Zeit. Der Sozialismushistoriker Julien Chuzeville ist der Ansicht, dass Colette Reynaud wahrscheinlich Mitglied der Section française de l’Internationale ouvrière (SFIO) war, als sie dem Komitee der Dritten Internationale beitrat, und dass sie dann wahrscheinlich der Kommunistischen Partei bei deren Spaltung 1920 beitrat. Die Journalistin trat im Oktober 1920 auch dem Aktionskomitee für die Freilassung inhaftierter Aktivisten bei, das sich insbesondere für Fernand Loriot, Boris Souvarine und Pierre Monatte einsetzte.
Colette Reynaud engagierte sich auch nach dem Krieg als Vorstandsmitglied der Frauenliga gegen den Krieg und später als Sekretärin der Volksunion für den Weltfrieden. 1926 war sie Mitbegründerin der von Marthe Bray geleiteten Ligue d’action féminine pour l’obtention immédiate du suffrage des femmes (Frauenaktionsliga für die sofortige Einführung des Frauenwahlrechts). Als Freimaurerin war sie Mitglied der Loge Le Droit Humain und der Association fraternelle des journalistes (Brüderliche Vereinigung der Journalisten), wo sie mit dem späteren Premierminister Camille Chautemps, Aristide Quillet und Alexandre Varenne zusammenarbeitete.
Reynaud war mit einem Arzt verheiratet und Mutter von zwei Kindern.